# Harisan Jaya
Harisan Jaya is een bestuurslaag in het regentschap Ogan Komering Ulu van de provincie Zuid-Sumatra, Indonesië. Harisan Jaya telt 1383 inwoners (volkstelling 2010).